# Andreas E. Richter
Andreas E. Richter (* 18. Juli 1945 in Adorf/Erzgebirge; † 27. Dezember 2023) war ein deutscher Fossiliensammler, Unternehmer und Fachbuchautor.

## Leben
Richter zog mit der Familie 1951 nach Oettingen in Bayern und begann früh mit dem Sammeln von Fossilien. Er arbeitete zunächst in verschiedenen Ingenieur- und Statikbüros. Daneben veröffentlichte er ab Ende der 1960er Jahre im Aufschluss, später im Kosmos, im Mineralien-Magazin und in Fossilien. Ab 1979 widmete er sich hauptberuflich dem Fossiliensammeln und gründete nach einer kurzen Zeit als Reiseleiter im Kosmos-Verlag sein eigenes Reiseunternehmen Richter-Reisen. Er führte zusammen mit seiner Frau Gabo bis 2017 insgesamt 140 geologisch-paläontologische Reisen durch. Die beiden waren in ganz Europa unterwegs, vor allem in Frankreich, Spanien, Italien und England. Sammlungs-Schwerpunkt waren Ammoniten. Das Ehepaar wohnte in Augsburg.
Richters Frau Gabo arbeitete als Illustratorin an den Büchern von Richter mit, veröffentlichte ein Cartoon-Büchlein über paläontologisch motivierte „Nasenmännchen“ und wirkte bei den Reisen vor allem als Dolmetscherin. Sie gründete ein Unternehmen zum Verkauf von Fossilien, das bis heute besteht.
Im 1998 gegründeten Ammon-Rey-Verlag erschienen die Nasenmännchen und der Geoführer Frankenjura (2000) sowie ab 2004 das Online-Magazin Leitfossil.de, in dem von 2004 bis 2023 nahezu täglich neue Beiträge erschienen.
Der Tod von Andreas E. Richter am 27. Dezember 2023 riss eine große Lücke in die Gemeinde der Fossiliensammler, war er doch der wohl bekannteste Hobby-Paläontologe seiner Generation. Seine Publikationen und geführten Exkursionen verhalfen mehreren Generationen von Fossiliensammlern im deutschsprachigen Raum zu paläontologischem Wissen und hervorragenden Funden. Der offene Umgang bei der Weitergabe von Fundstellentips war sein journalistisches Markenzeichen. 

## Ehrungen
Im Jahr 2006 erhielt er die August-Wetzler-Medaille.
Aus seinem Freundeskreis heraus entstand schon bald nach seinem Tod im Jahr 2023 der Wunsch nach einer besonderen Würdigung, die anlässlich seines 80. Geburtstags am 18. Juli 2025 als 84-seitiges Spezialheft der Zeitschrift Der Steinkern (Ausgabe Nr. 62, 3-2025) realisiert wurde. Das Heft, an dem auch Gabo Richter mitwirkte, trägt den Titel „In memoriam Andreas E. Richter (* 1945 – † 2023). Gedenkschrift zum 80. Geburtstag eines ganz Großen der Fossilienszene“. Es enthält ein umfassendes Porträt sowie Erinnerungsstücke und Geschichten von 20 Wegbegleitern und Freunden.

## Schriften
- Südfrankreich und seine Fossilien, Kosmos-Franckh 1979
- Fossilien zum Sammeln: 120 Versteinerungen in Farbe, Kosmos-Franckh 1980
- Handbuch des Fossiliensammlers, Kosmos-Franckh, 1. Auflage 1981
- Ammoniten, Kosmos-Franckh 1982
- Geologie und Paläontologie: das Mesozoikum der Frankenalb, Kosmos-Franckh 1985
- Manual del coleccionista de fósiles, Übersetzung des Handbuch des Fossiliensammlers, Ediciones Omega 1989
- Geoführer Frankenjura, Ammon Rey Verlag 2000
- Handbuch des Fossiliensammlers, Kosmos-Franckh, 2. Auflage 1991
- Gargas, Stratotypus des Gargasien, in: Werner K. Weidert, Klassische Fundstellen der Paläontologie, Band 2, Goldschneck Verlag 1990
- Damery, Molluskenfauna des Eozän, in: Werner K. Weidert, Klassische Fundstellen der Paläontologie, Band 2, Goldschneck Verlag 1990
- Jura und Kreide von Villers-sur-Mer, in: Werner K. Weidert, Klassische Fundstellen der Paläontologie, Band 2, Goldschneck Verlag 1990

- Überarbeitete Neuauflage Der Jura, 1858 von Friedrich August Quenstedt, Taxonomie von Richter überarbeitet. Goldschneck Verlag 1995
- Handbuch des Fossiliensammlers, Lizenzausgabe, Bechtermünz Verlag 1999
- Geoführer Frankenjura, Ammon Rey Verlag 2000
- Handbuch des Fossiliensammlers, Sonderausgabe, Kosmos-Franckh, 2011

## Schriften über Andreas E. Richter
- Simonsen, S. (Hrsg.): In memoriam Andreas E. Richter (* 1945 – † 2023). Gedenkschrift zum 80. Geburtstag eines ganz Großen der Fossilienszene, In: Der Steinkern, Heft 62, 2025. (84 Seiten).